# Haibung
Haibung (Nepali हैबुङ) ist ein Village Development Committee (VDC) im nepalesischen Distrikt Sindhupalchok.
Bei der Volkszählung 2011 hatte das VDC Haibung 2484 Einwohner (davon 1174 männlich) in 576 Haushalten.
Haibung liegt auf einem 2000 m hohen Höhenrücken 20 km nordöstlich von Kathmandu. Westlich von Haibung erstreckt sich der Shivapuri-Nagarjun-Nationalpark.
Hauptort ist Chisapani. An diesem führt der Fernwanderweg Helambu Trek vorbei. Chisapani bietet einen Blick auf die Gebirgsketten der Langtang-Region.